# Massif de Lokiz

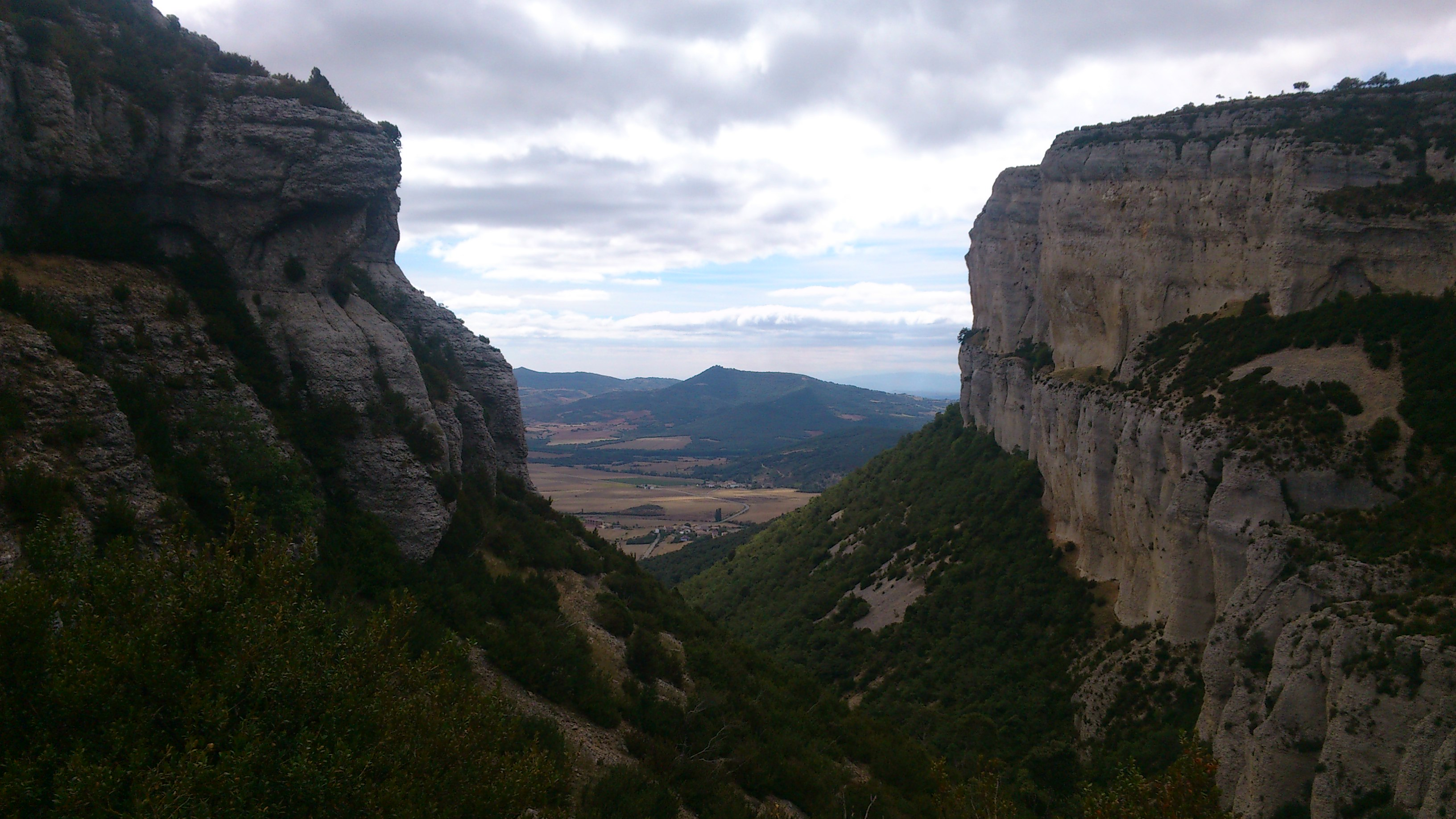
Vue du massif de Lokiz.

Le massif de Lokiz se situe en Navarre et dans une moindre mesure dans la province d'Alava, dans les Montagnes basques.

## Sommets
- Otzamendi, 1 258 m 42° 44′ 27″ nord, 2° 16′ 13″ ouest (Navarre)
- Arnaba, 1 248 m 42° 44′ 31″ nord, 2° 16′ 34″ ouest (Navarre)
- Artatxueta, 1 194 m 42° 44′ 21″ nord, 2° 15′ 14″ ouest (Navarre)
- Ilunpia, 1 132 m 42° 45′ 04″ nord, 2° 16′ 53″ ouest (Alava)
- Lisa, 1 126 m 42° 43′ 50″ nord, 2° 07′ 05″ ouest (Navarre)
- Txintxularri, 1 124 m 42° 44′ 10″ nord, 2° 20′ 15″ ouest (Alava)
- Perriain, 1 122 m 42° 44′ 14″ nord, 2° 19′ 41″ ouest (Alava)
- Lokiz, 1 121 m 42° 44′ 23″ nord, 2° 06′ 37″ ouest (Navarre)
- Larraineta, 1 118 m 42° 44′ 17″ nord, 2° 13′ 37″ ouest (Navarre)
- Sartzaleta, 1 110 m 42° 43′ 14″ nord, 2° 07′ 21″ ouest (Navarre)
- Irasabela, 1 095 m 42° 43′ 43″ nord, 2° 14′ 10″ ouest (Navarre)
- Zikilamendi, 1 092 m 42° 43′ 49″ nord, 2° 12′ 43″ ouest (Navarre)
- Askitxa, 1 091 m 42° 44′ 55″ nord, 2° 15′ 58″ ouest (Alava)
- Ibirin, 1 082 m 42° 43′ 47″ nord, 2° 06′ 44″ ouest (Navarre)
- Zepoteta, 1 082 m 42° 44′ 26″ nord, 2° 14′ 01″ ouest (Navarre)
- Somorredondo, 1 077 m 42° 43′ 46″ nord, 2° 20′ 42″ ouest (Alava)
- Olastitzu, 1 067 m 42° 45′ 00″ nord, 2° 15′ 28″ ouest (Navarre)
- Izazpikueta, 1 059 m 42° 45′ 09″ nord, 2° 17′ 18″ ouest (Alava)
- Sartzaleta Inferior, 1 055 m 42° 42′ 44″ nord, 2° 07′ 35″ ouest (Navarre)
- Mendibela, 1 051 m 42° 43′ 24″ nord, 2° 11′ 27″ ouest (Navarre)
- Arastegi, 1 042 m 42° 43′ 05″ nord, 2° 10′ 39″ ouest (Navarre)
- Barluze, 1 026 m 42° 44′ 37″ nord, 2° 13′ 30″ ouest (Navarre)
- Mendilepo, 1 025 m 42° 45′ 15″ nord, 2° 16′ 14″ ouest (Alava)
- Astenbelarra, 1 001 m 42° 43′ 01″ nord, 2° 12′ 35″ ouest (Navarre)
- Sagastoia, 993 m 42° 44′ 37″ nord, 2° 13′ 11″ ouest (Navarre)
- Armontu, 964 m 42° 45′ 39″ nord, 2° 16′ 35″ ouest (Alava)
- Sardegi, 958 m 42° 42′ 12″ nord, 2° 08′ 43″ ouest (Navarre)
- Tostarana, 951 m 42° 45′ 39″ nord, 2° 17′ 01″ ouest (Alava)
- El Castillo, 939 m 42° 45′ 40″ nord, 2° 15′ 51″ ouest (Navarre)
- Roblegindo, 925 m 42° 43′ 12″ nord, 2° 21′ 07″ ouest (Alava)
- Aizkorribe, 924 m 42° 44′ 41″ nord, 2° 12′ 42″ ouest (Navarre)
- Mendiarre, 922 m 42° 45′ 38″ nord, 2° 16′ 18″ ouest (Alava)
- Egurtza, 922 m 42° 45′ 26″ nord, 2° 16′ 01″ ouest (Navarre)
- Bengalzarra, 905 m 42° 45′ 54″ nord, 2° 17′ 22″ ouest (Alava)
- Urdaida, 888 m 42° 45′ 53″ nord, 2° 15′ 13″ ouest (Navarre)
- Arikomendi, 878 m 42° 44′ 26″ nord, 2° 11′ 40″ ouest (Navarre)
- Martingatxa, 874 m 42° 43′ 39″ nord, 2° 21′ 27″ ouest (Alava)
- Gatutarri, 871 m 42° 44′ 13″ nord, 2° 11′ 39″ ouest (Navarre)
- San Cristobal, 847 m 42° 43′ 05″ nord, 2° 17′ 34″ ouest (Navarre)
- San Cristóbal Nw, 842 m 42° 43′ 11″ nord, 2° 17′ 40″ ouest (Navarre)
- Alto de Amaso, 832 m 42° 45′ 52″ nord, 2° 14′ 41″ ouest (Navarre)
- Mendizorrotz, 824 m 42° 44′ 43″ nord, 2° 12′ 11″ ouest (Navarre)
- San Víctor, 822 m 42° 41′ 17″ nord, 2° 09′ 18″ ouest (Navarre)
- Belaztegi, 797 m 42° 45′ 49″ nord, 2° 13′ 53″ ouest (Navarre)
- Isusura, 785 m 42° 45′ 54″ nord, 2° 13′ 25″ ouest (Navarre)
- Surgurin Grande, 785 m 42° 44′ 48″ nord, 2° 11′ 02″ ouest (Navarre)
- Aitzuripe, 781 m 42° 45′ 34″ nord, 2° 13′ 14″ ouest (Navarre)
- Etxazarra, 767 m 42° 45′ 34″ nord, 2° 12′ 57″ ouest (Navarre)
- Barluze Uiarra, 764 m 42° 45′ 42″ nord, 2° 13′ 44″ ouest (Navarre)
- Miel. Peñas de la, 749 m 42° 40′ 50″ nord, 2° 10′ 51″ ouest (Navarre)
- Kostainlupe, 736 m 42° 44′ 54″ nord, 2° 11′ 32″ ouest (Navarre)
- Surgurin Txikito, 681 m 42° 44′ 56″ nord, 2° 10′ 51″ ouest (Navarre)